# 日忍
日忍（にちにん、慶長17年（1612年） - 延宝8年9月4日（1680年10月26日））は、日蓮正宗総本山大石寺第21世法主。

## 略歴
- 慶長17年（1612年）、誕生。
- 延宝元年（1673年）、20世日典より法の付嘱を受け、21世日忍として登座。
- 延宝8年（1680年）、法を22世日俊に付嘱す。9月4日、69歳にて死去した。

| 先代 日典 | 大石寺住職一覧 | 次代 日俊 |